# Stazione di Bari La Fitta
La fermata di Bari La Fitta è una fermata ferroviaria di Bari, inaugurata nel dicembre 2008. Si trova nella contrada storica La Fitta del quartiere di Ceglie del Campo. È gestita dalle Ferrovie del Sud Est.
La fermata è composta da un singolo binario attivo ed è provvista di illuminazione e di due pensiline.

## Servizi
La fermata dispone di:
- Area per l'attesa
- Accessibilità per portatori di handicap
- Fermata autolinee urbane AMTAB ed extraurbane

## Movimento
La stazione è servita dai treni regionali svolti dalle Ferrovie del Sud Est nella relazione Bari - Putignano via la linea 1 bis.